# Under Suspicion (film, 1930)

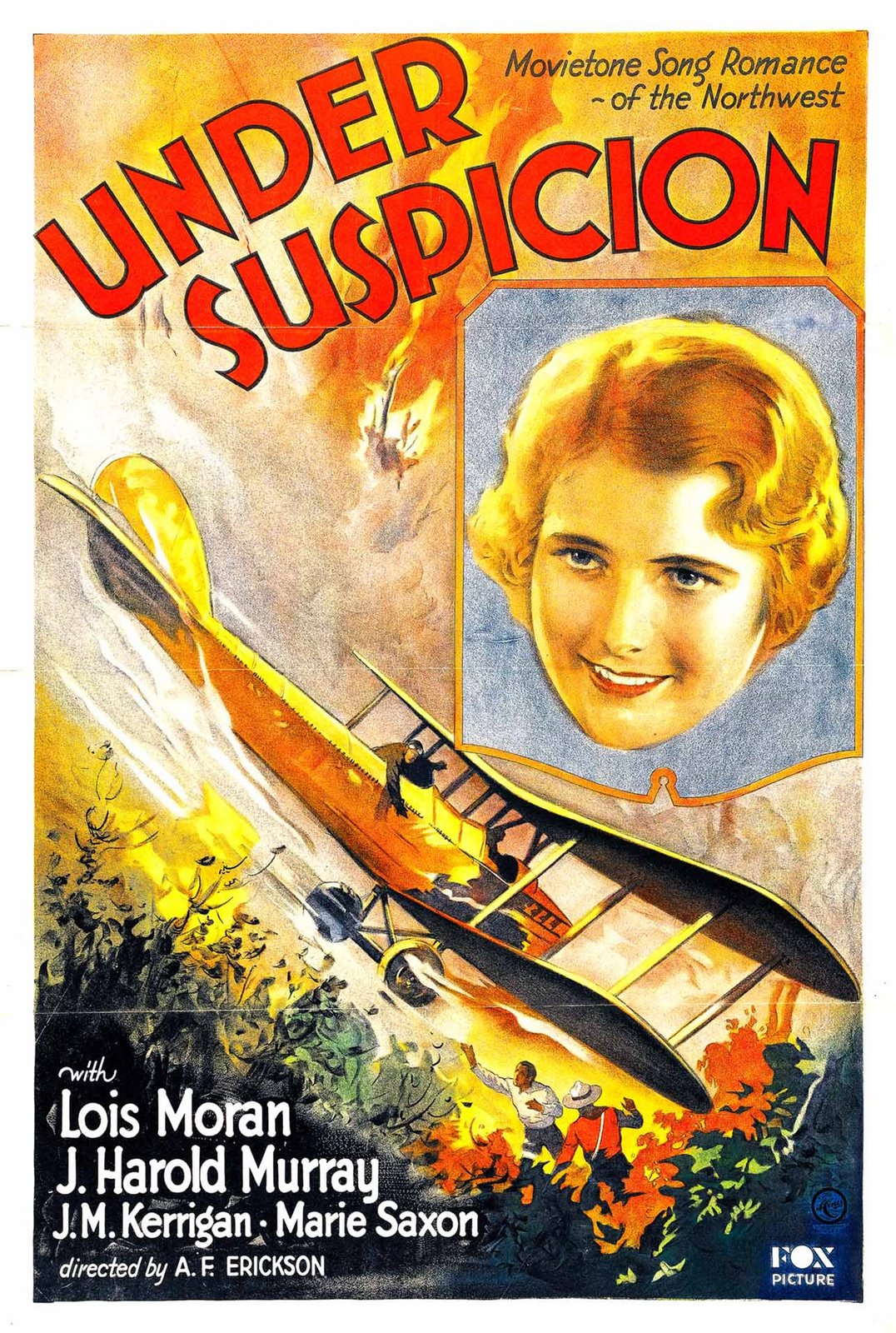
Affiche du film.

Pour les articles homonymes, voir Under Suspicion.
Under Suspicion est un film américain réalisé par A.F. Erickson, sorti en 1930.

## Fiche technique
- Réalisation : A.F. Erickson
- Scénario : Tom Barry
- Producteurs : William Fox, James K. McGuinness
- Photographie : George Schneiderman, Arthur L. Todd
- Montage : J. Edwin Robbins
- Musique : James F. Hanley, Joseph McCarthy
- Genre : Drame, action[1]
- Distributeur : Fox Film Corporation
- Durée : 65 minutes
- Date de sortie : 30 décembre 1930

## Distribution
- J. Harold Murray : John Smith, aka Sir Robert Macklin
- Lois Moran : Alice Freil
- J. M. Kerrigan : Doyle
- Marie Saxon : Suzanne
- Lumsden Hare : Freil
- George Brent : Inspecteur Turner
- Erwin Connelly : Darby
- Rhoda Cross :  Marie
- Vera Gerald : Ellen
- Herbert Bunston : Major Manners